# Montagny-en-Vexin
 Montagny-en-Vexin  es una comuna y población de Francia, en la región de Picardía, departamento de Oise, en el distrito de Beauvais y cantón de Chaumont-en-Vexin.
Su población en el censo de 1999 era de 554 habitantes.
Está integrada en la Communauté de communes du Vexin Thelle.
- Datos: Q1334308
- Multimedia: Montagny-en-Vexin / Q1334308

1. ↑  Worldpostalcodes.org, código postal n.º 60240.
2. ↑  INSEE, Datos de población para el año 2012 de Montagny-en-Vexin (en francés).